# Ouanaminthe FC
El Ouanaminthe FC es un equipo de fútbol de Ouanaminthe, Haití que juega en la Liga de fútbol de Haití, la liga de fútbol más importante del país.

## Historia
El club fue fundado en 2011 con el nombre 9 Capitaines, y luego cambió su nombre a Les Capitaines; hasta que finalmente cambió a su nombre actual en abril de 2014 por recomendación de la Federación Haitiana de Fútbol.